# Fritz Werner
Fritz Werner (Berlín, 15 de diciembre de 1898 – Heilbronn, 22 de diciembre de 1977) fue un director de coro, director de orquesta, compositor y organista alemán. Fundó el Heinrich-Schütz-Chor Heilbronn en 1947 y lo dirigió hasta 1973.

## Vida
Nació en 1898 en Berlín. Estudió en la Berliner Akademie für Kirchen und Schulmusik, en la Universidad de Berlín y en la Preußische Akademie der Künste. Sus profesores fueron Wolfgang Reimann, Arthur Egidi, Fritz Heitmann, Richard Münnich, Carl Stumpf y Georg Schumann (composición, órgano), Kurt Schubert (piano), Max Seiffert y Johannes Wolf (historia de la música), Richard Hagel (dirección de orquesta).
En 1935 trabajó como organista en la Iglesia Bethlehem en Potsdam-Babelsberg y profesor de escuela. En 1936 era el organista y cantor de la Iglesia de San Nicolás en Potsdam, ascendió a Kirchenmusikdirektor (director de música sacra) en 1938. En 1939 fue director musical en Radio París. Tras la Segunda Guerra Mundial fue organista y cantor en la Iglesia de San Kilian en Heilbronn desde 1946 hasta 1964.
En 1966 cedió su colección de música a la ciudad de Heilbronn.
Falleció en 22 de diciembre de 1977 en Heilbronn.

## Heinrich-Schütz-Chor Heilbronn
Fritz Werner fundó esta agrupación musical en 1947 y lo dirigió hasta 1973. Al principio se centraron en música de Heinrich Schütz, dándola a conocer en Heilbronn y en la región. Más tarde grabaron un gran número de obras de Johann Sebastian Bach, sus pasiones, oratorios, motetes y en especial más de 50 de sus cantatas.
Entre los solistas vocales se encuentran Agnes Giebel, Edith Selig, Claudia Hellmann, Barbara Scherler, Hertha Töpper, Theo Altmeyer, Kurt Huber, Helmut Krebs, Jakob Stämpfli, Barry McDaniel, Bruce Abel y Franz Kelch. Como solistas instrumentales Maurice André (trompeta), Hermann Baumann (trompa), Marie-Claire Alain (órgano) y György Terebesi (violín). Para las grabaciones han colaborado con orquestas como la Pforzheim Chamber Orchestra, la Württembergisches Kammerorchester Heilbronn y la Südwestfunk Orchester.
Las grabaciones de Bach realizadas por Werner fueron comparadas con las realizadas por su contemporáneo Karl Richter. El crítico John Quinn escribió sobre sus grabaciones de cantatas lo siguiente:

«... este sabio, exigente y humano director de Bach tiene mucho que enseñarnos, incluso (quizás especialmente) en una edad en la que estamos tan acostumbrados a interpretaciones de Bach en el estilo de la época por agrupaciones pequeñas o más bien pequeñas. Pero la otra cosa que la escucha de todas estas interpretaciones ha reforzado para mí es cuán infinitamente inventiva, elocuente y conmovedora es la música de Bach. Sospecho que Fritz Werner consideraría eso como el mejor testamento posible a su obra.»

El mismo crítico afirmó sobre una gración de la Pasión según San Mateo con Helmut Krebs en el papel de Evangelista:

«El ritmo de toda la obra de Werner y su visión de la misma es convincente. El drama se mueve inexorablemente hacia delante y toda la historia está más emotivamente relacionada.»

En 1998 el coro celebró sus 100º cumpleaños con una interpretación de sus motetes Die Botschaft sobre textos de la Biblia para coro mixto a cappella con soprano, barítono y oboe solistas en la iglesia Nikolaikirche Heilbronn, dirigido por Michael Böttcher.

## Obra como compositor
Fritz Werner contribuyó a una revitalización de la música eclesiástica en Alemania en el siglo XX, junto con Rudolf Mauersberger, Günther Ramin y Johann Nepomuk David. También compuso conciertos para trompeta, trompa, piano y violín. Su producción musical cuenta con más de 50 números de opus, entre las que se incluyen:
- Trauermusik (1935), cantata.
- Jesus Christus herrscht als König (Jesucristo reina como rey), cantata para coro, viento metal y timbales.
- Von der Eitelkeit der Welt (De la vanidad del mundo), cantata.
- Veni, sancte spiritus, op. 44 (Ven, Espíritu Santo) (1964), oratorio para Pentecostés basado en la secuencia Veni sancte spiritus.
- Oratorium nach Worten der Heiligen Schrift (Oratorio basado en palabras de las Sagradas Escrituras) (1971), oratorio para coro mixto, dos voces solistas y orquesta.
- Apfelkantate (1939).
- Psalmen-Triptychon (1972).
- Die Botschaft (1973), colección de motetes.
- Symphonie in d (1954).
- Suite concertante, op. 48 (1969) para trompeta, orquesta de cuerda y percusión.
- Konzertante Musik für Flöte, Oboe und Horn (Música concertante para flauta, oboe y trompa).
- Symphonische Musik für Streichorchester (Música sinfónica para orquesta de cuerdas).

El Oratorium nach Worten der Heiligen Schrift para coro mixto, dos voces solistas y orquesta se estrenó el 16 de mayo de 1971. Fue publicado por la Carus-Verlag bajo el título Veni Sancte Spiritus. La música para orquesta de cuerda fue estrenada por la Württembergisches Kammerorchester Heilbronn el 31 de enero de 1968. Su Suite concertante fue grabada justo después de su estreno, el 23 de septiembre de 1971, con Maurice André y la misma orquesta de cámara. Su Dúo de trompeta y órgano op. 53 fue grabado varias veces, por ejemplo con Michael Feldner y Petra Morath-Pusinelli. o con Malte Burba y Johannes von Erdmann.

## Premios y reconocimientos
- En 1935 recibió el Premio Mendelssohn.
- En 1973 fue condecorado con la Cruz Federal al Mérito de Primera Clase (Bundesverdienstkreuz I. Klasse) de la República Federal de Alemania.[8]
- En 1974 fue nombrado Caballero de la Orden de las Artes y Letras por el Ministerio de Cultura de la República de Francia.